# Hermann Buse
Hermann Buse (Heidelberg, 27 februari 1907 - Berlijn, 28 april 1945) was een Duits wielrenner.
Buse werd in 1945 opgeroepen tot de Wehrmacht, waarmee hij in de laatste oorlogsdagen bij de straatgevechten van de slag om Berlijn sneuvelde.

## Belangrijkste overwinningen
1930
- Eindklassement Ronde van Duitsland
- Luik-Bastenaken-Luik

1931
- 8e etappe Ronde van Duitsland

1932
- 2e etappe Ronde van Italië

## Resultaten in voornaamste wedstrijden
| Jaar | Ronde van Italië | Ronde van Frankrijk | Ronde van Spanje |
| ---- | ---------------- | ------------------- | ---------------- |
| 1930 |                  | opgave              |                  |
| 1931 |                  | 22e                 |                  |
| 1932 | 16e (1)          |                     |                  |
| 1933 | 29e              | opgave              |                  |
| 1934 |                  | opgave              |                  |

| Jaar | Milaan-San Remo | Ronde van Vlaanderen | Parijs-Roubaix | Luik-Bast.‑Luik |  | WK op de weg |
| ---- | --------------- | -------------------- | -------------- | --------------- |  | ------------ |
| 1930 |                 | 13e                  |                | Goud            |  | 13e          |
| 1931 |                 | 29e                  | 11e            |                 |  |              |
| 1932 |                 |                      | 21e            | 4e              |  |              |
| 1933 | 28e             |                      |                |                 |  |              |
| 1934 |                 |                      |                |                 |  |              |